# 손수 (서진)
손수(孫秀, ? ~ 301년)는 중국 서진의 간신으로, 서주(徐州) 낭야군(琅邪郡) 사람이다.

## 행적
296년, 사마륜이 진나라에 저항하는 저족과 강족을 진압하기 위해 출정했을 때 손수도 참전하였다. 이때 옹주자사 해계(解系)와 사이가 벌어졌는데, 해계와 그의 동생 해결(解結)은 저족과 강족의 저항을 손수의 탓으로 돌리고 죽여야 한다고 조정에 모함하였다. 이를 본 장화(張華)가 손수를 죽이려 하여 위기에 처했으나, 친구 신염(辛冉)의 구명활동 덕분에 목숨을 구했다.
황후 가남풍(賈南風)의 전횡으로 태자 사마휼(司馬遹)을 폐위당하자 보다 못한 사마륜은 거사를 일으켜 가남풍을 제거할 마음을 먹고 손수에게 자신의 뜻을 밝혔다. 이에 동의한 손수는 사마휼이 복위하면 나중에 사마륜을 제거하려 들 것으로 여기고 태자를 죽게 한 다음 황후까지 제거할 계획을 세웠다. 손수는 부하들을 통해 누군가가 황후를 폐위하고 태자를 복위시키려 한다는 소문을 퍼뜨렸는데, 이를 전해들은 가남풍은 사마휼을 죽여 버렸다.
뜻대로 상황이 돌아가자 손수는 거사에 참여할 사람들을 모았는데, 이때 사마아(司馬雅)를 장화에게 보내 거사에 협조할 것을 청했다. 그러나 장화는 따르지 않았으며, 이 때문에 거사 후 죽임을 당했다.
300년, 4월 거사가 성공한 후 가황후 일당을 모두 죽였다. 정권을 잡은 사마륜은 황제가 되는 것을 꿈꾸었는데, 손수는 사마륜을 황제로 등극시키기 위해 걸림돌이 되거나 원한 진 사람들을 모두 제거하였다. 논공행상 때 손수는 병권을 잡게 되었으며, 사마륜이 똑똑치 못한 것을 이용하여 뜻대로 움직였기 때문에 사람들은 사마륜보다도 손수를 더 두려워하였다.
사마륜의 야심을 알아차린 회남왕(淮南王) 사마윤(司馬允)이 반발할 기세를 보이자, 손수는 사마윤을 태위(大尉)로 삼았다. 사마윤이 병을 핑계로 받지 않자, 손수는 자신이 직접 조서를 써 사마윤의 세력을 제거하는 명을 내리려 했다. 화가 난 사마윤이 군사를 거느리고 대궐을 공격해 수세에 몰렸으나, 사마윤이 복윤에게 살해당하여 위기에서 벗어났다. 손수는 사마윤 일파가 숙청당할 때 자신과 원한을 졌던 위위(衛尉) 석숭(石崇) 등을 죽였다. 이후 조정을 움직여 사마륜에게 구석(九錫)을 내리게 했다. 또 자신의 못생긴 아들 손회(孫會)를 사마충(司馬衷)의 딸 하동공주(河東公主)와 결혼시켰으며, 자신과 친한 손기(孫旂)의 외손녀 양(羊)씨를 황후가 되게 했다.

## 죽음
301년, 1월 사마륜은 강제로 사마충에게 선양하게 하고 황제가 되었으며, 손수는 시중(侍中) 겸 표기장군(驃騎將軍)에 임명되었다. 이후 교만하고 제멋대로 행동하는 것이 한층 더 심해져 조서의 내용을 마음대로 고치고 관리 임용을 자기 뜻대로 했기 때문에 조정이 어지러워졌다.
또 다른 왕족들의 반발을 방지하기 위해 제왕(齊王) 사마경(司馬冏), 성도왕(成都王) 사마영(司馬穎), 하간왕(河間王) 사마옹(司馬顒)을 후하게 대우하였다. 그러나 이 세 명은 군사를 모아 낙양을 공격해 왔다. 사마륜의 군사는 번번이 패했으나 손수는 조정 대신들에게 진압군이 승리했다고 알리고 축하하게 하였다.
그러나 실상을 알고 있는 사람들은 사마륜과 손수를 죽이려 했으며, 세 왕의 군사가 낙양을 위협하자 당황하여 어찌할 바를 몰랐고 결국 손수는 사마경의 군사에게 붙잡혀 죽었다.